# Nomenclature (logistique)
Pour les articles homonymes, voir BOM.
Une nomenclature (en anglais Bill Of Materials ou BOM) est une structure arborescente permettant de représenter l'emboitement des articles composants (articles "enfants") pour former les produits ou articles composés (articles "parents"). Le nombre de niveaux d'une nomenclature est fonction de l'organisation de la production.
Une nomenclature peut être utilisée comme objet virtuel pour échanger des besoins entre des partenaires de fabrication (nomenclature étendue), ou confinée à une seule usine ou atelier de fabrication.
En d'autres termes, c'est le recensement structuré de l'ensemble des articles qui composent un produit. Elle est le plus souvent représentée par un schéma logique qui énumère :
- Les composés : produit au sous-ensemble produit.
- Les composants : matière première ou sous-produits élaborés entrant dans la composition d'un produit (ou d'un sous-produit d'un niveau supérieur).
- Les liens exprimant les quantités d'un composant pour un composé donné (i.e. quantités de composants nécessaires pour la fabrication d'une unité de composé).
- La structure du produit : structure arborescente ou liste hiérarchique des composants qui entrent dans la composition d'un produit.

Une nomenclature est souvent associée à un système de gestion de type MRP dont le programme de Calcul des Besoins Nets Cadencés (CBN) traduit alors une commande de production en une séquence de réservations de composants en stock et des réquisitions d'achats ou d'approvisionnement pour des composants qui ne sont pas stockés. Pour cette raison, les nomenclatures logistiques ou de gestion de production diffèrent généralement des nomenclatures de bureaux d’études: elles sont les images du procédé de fabrication des produits finis et non de la composition "en rateau" exprimé par le concepteur du produit.
Le sigle utilisé pour désigner une nomenclature varie en fonction de l'usage qui en est fait. Par exemple, on parle d'EBOM (Engineering Bill Of Materials) pour la nomenclature d'un produit tel que conçu en ingénierie, de MBOM (Manufacturing Bill Of Materials) pour la nomenclature d'un produit tel que fabriqué en usine ou tout simplement de BOM pour une nomenclature non spécifiée ou pour un ensemble de nomenclatures diverses. Certains sigles sont ambigus et ne peuvent être compris qu'avec une connaissance du contexte. Par exemple on parle de SBOM (Service Bill Of Materials) pour la nomenclature d'un produit tel qu'entretenu une fois en fonctionnement mais aussi de SBOM (Software Bill Of Materials) pour une nomenclature logicielle (composants et dépendances).